# Temporada da 1.SKL de 2020-21
A Temporada 2020–21 da Liga Eslovena de Basquetebol, conhecida também apenas como 1.SKL, foi a 30ª edição da principal competição de basquetebol masculino da Eslovênia. A equipe do Sixt Primorska é o atual campeão.

## Participantes
| Clube           | Cidade          | Arena                       |
| --------------- | --------------- | --------------------------- |
| ECE Triglav     | Kranj           | Pavilhão Planina            |
| Helios Suns     | Domžale         | Hala Komunalnega Centra     |
| Hopsi Polzela   | Polzela         | Polzela Sports Hall         |
| Krka            | Novo Mesto      | Leon Štukelj Hall           |
| Podčetrtek      | Podčetrtek      | ŠD Podčetrtek               |
| Rogaška         | Rogaška Slatina | Rogaška Slatina Sports Hall |
| Koper Primorska | Koper           | OŠ Koper Hall               |
| GGD Šenčur      | Šenčur          | Šenčur Sports Hall          |
| Tajfun          | Šentjur         | OŠ Hruševec Hall            |
| Zlatorog Laško  | Laško           | Tri Lilije Hall             |

## Primeira fase
| #   | Clube               | P  | V  | D  | P  | P+/P-     | Saldo | Classificação |
| --- | ------------------- | -- | -- | -- | -- | --------- | ----- | ------------- |
| 1.  | Krka                | 18 | 16 | 2  | 34 | 1384/1101 | 283   | Grupo A       |
| 2.  | GGD Šenčur          | 18 | 13 | 5  | 31 | 1382/1251 | 131   | Grupo A       |
| 3.  | Helios Suns         | 18 | 13 | 5  | 31 | 1271/1102 | 169   | Grupo A       |
| 4.  | Rogaška             | 18 | 12 | 6  | 30 | 1382/1239 | 143   | Grupo A       |
| 5.  | Terme O. Podčetrtek | 18 | 10 | 8  | 28 | 1309/1256 | 53    | Grupo A       |
| 6.  | Šentjur             | 18 | 10 | 8  | 28 | 1296/1285 | 11    | Grupo B       |
| 7.  | Zlatorog Laško      | 18 | 6  | 12 | 24 | 1239/1335 | -96   | Grupo B       |
| 8.  | Hopsi Polzela       | 18 | 6  | 12 | 24 | 1246/1374 | -128  | Grupo B       |
| 9.  | ECE Triglav         | 18 | 4  | 14 | 22 | 1150/1356 | -206  | Grupo B       |
| 10. | Koper Primorska     | 18 | 0  | 18 | 0  | 0/360     | -360  | Grupo B       |

### Resultados
| Casa\Visitante  | ECE    | HEL   | HOP    | KRK   | POD   | ROG   | PRI   | SEC   | SET   | ZLA    |
| --------------- | ------ | ----- | ------ | ----- | ----- | ----- | ----- | ----- | ----- | ------ |
| ECE Triglav     |        | 61-77 | 70-79  | 59-87 | 73-91 | 87-59 | 20-0  | 83-91 | 62-80 | 70-65  |
| Helios Suns     | 83-69  |       | 84-58  | 64-61 | 68-67 | 68-67 | 63-72 | 74-77 | 87-72 | 87-59  |
| Hopsi Polzela   | 67-70  | 84-93 |        | 79-89 | 76-95 | 96-93 | 20-0  | 84-79 | 69-93 | 66-83  |
| Krka            | 86-57  | 80-70 | 92-71  |       | 84-75 | 94-71 | 20-0  | 88-75 | 82-69 | 111-57 |
| Podčetrtek      | 97-82  | 76-73 | 74-91  | 68-72 |       | 70-76 | 20-0  | 70-88 | 90-79 | 84-81  |
| Rogaška         | 93-75  | 73-72 | 101-71 | 74-79 | 79-84 |       | 82-70 | 89-85 | 94-55 | 94-86  |
| Koper Primorska | 77-70  | 60-77 | 85-80  | 0-20  | 90-62 | 0-20  |       | 0-20  | 69-57 | 0-20   |
| Šenčur          | 105-85 | 70-64 | 97-65  | 73-60 | 83-97 | 78-77 | 89-80 |       | 90-83 | 87-68  |
| Šentjur         | 81-75  | 71-87 | 81-74  | 67-89 | 77-66 | 88-95 | 20-0  | 82-70 |       | 92-76  |
| Zlatorog Laško  | 94-66  | 57-80 | 80-77  | 72-90 | 74-65 | 85-86 | 20-0  | 82-94 | 80-86 |        |

## Segunda fase

### Grupo A
| #  | Clube               | P  | V | D | P  | P+/P-   | Saldo |
| -- | ------------------- | -- | - | - | -- | ------- | ----- |
| 1. | Cedevita Olimpija   | 10 | 7 | 3 | 17 | 773/729 | 44    |
| 2. | Krka                | 10 | 6 | 4 | 16 | 830/764 | 66    |
| 3. | Rogaška             | 10 | 6 | 4 | 16 | 791/807 | -16   |
| 4. | Helios Suns         | 10 | 5 | 5 | 15 | 727/709 | 18    |
| 5. | GGD Šenčur          | 10 | 3 | 7 | 13 | 775/773 | 2     |
| 6. | Terme O. Podčetrtek | 10 | 3 | 7 | 13 | 727/841 | -114  |

### Grupo B
| #  | Clube          | P  | V  | D  | P  | P+/P-     | Saldo | Classificação |
| -- | -------------- | -- | -- | -- | -- | --------- | ----- | ------------- |
| 1. | Šentjur        | 15 | 12 | 3  | 27 | 1238/1114 | 124   | Playoffs      |
| 2. | Hopsi Polzela  | 15 | 8  | 7  | 23 | 1231/1197 | 34    | Playoffs      |
| 3. | Zlatorog Laško | 15 | 8  | 7  | 23 | 1155/1152 | 3     |               |
| 4. | ECE Triglav    | 15 | 2  | 13 | 17 | 1056/1217 | -161  | Rebaixado     |

## Playoffs

#### Quartas de final
| Time 1            | Série | Time 2              | 1º Jogo  | 2º Jogo | 3º Jogo |
| ----------------- | ----- | ------------------- | -------- | ------- | ------- |
| Cedevita Olimpija | 2 - 0 | Hopsi Polzela       | 97 - 48  | 87 - 70 | -       |
| Helios Suns       | 2 - 1 | GGD Šenčur          | 70 - 62  | 56 - 70 | 68 - 66 |
| Krka              | 2 - 1 | Šentjur             | 105 - 66 | 79 - 84 | 99 - 47 |
| Rogaška           | 2 - 0 | Terme O. Podčetrtek | 82 - 76  | 95 - 67 | -       |

#### Semifinal
| Time 1            | Série | Time 2      | 1º Jogo | 2º Jogo | 3º Jogo |
| ----------------- | ----- | ----------- | ------- | ------- | ------- |
| Cedevita Olimpija | 2 - 0 | Helios Suns | 89 - 58 | 79 - 64 |         |
| Krka              | 2 - 1 | Rogaška     | 91 - 70 | 89 - 90 | 85 - 77 |

#### Final
| Time 1            | Série | Time 2 | 1º Jogo | 2º Jogo | 3º Jogo | 4º Jogo | 5º Jogo |
| ----------------- | ----- | ------ | ------- | ------- | ------- | ------- | ------- |
| Cedevita Olimpija | 3 - 0 | Krka   | 97 - 45 | 75 - 64 | 80 - 68 |         |         |

## Premiação
| 1.SKL de 2020-21 Campeão   |
| -------------------------- |
| Cedevita Olimpija1º Título |